# Paris-Roubaix 2019
Paris-Roubaix 2019 a fost ediția a 117-a cursei clasice de ciclism Paris-Roubaix, cursă de o zi. S-a desfășurat pe data de 14 aprilie 2019 și a făcut parte din calendarul UCI World Tour 2019. Cursa a fost câștigată de Philippe Gilbert într-un sprint înaintea lui Nils Politt, Yves Lampaert terminând pe locul al treilea.

## Echipe
Toate cele 18 echipe din UCI WorldTeams au fost invitate în mod automat și au fost obligate să participe la cursă. Șapte echipe au primit wild card-uri.

### Echipe UCI World
- Ag2r-La Mondiale
- Astana
- Bahrain–Merida
- Bora–Hansgrohe
- CCC Pro Team
- Deceuninck–Quick-Step
- EF Education First
- Groupama–FDJ
- Lotto–Soudal
- Mitchelton–Scott
- Movistar Team
- Team Dimension Data
- Team Jumbo–Visma
- Team Katusha-Alpecin
- Team Sky
- Team Sunweb
- Trek-Segafredo
- UAE Team Emirates

### Echipe continentale profesioniste UCI
- Arkéa–Samsic
- Cofidis
- Delko-Marseille Provence
- Roompot-Charles
- Vital Concept-B&B Hotels
- Wanty Gobert
- Total Direct Énergie

## Rezultate
| Loc | Concurent           | Echipă                   | Timp      |
| --- | ------------------- | ------------------------ | --------- |
| 1   | Philippe Gilbert    | Deceuninck–Quick-Step    | 5h 58'02" |
| 2   | Nils Politt         | Team Katusha-Alpecin     | +0"       |
| 3   | Yves Lampaert       | Deceuninck–Quick-Step    | +13"      |
| 4   | Sep Vanmarcke       | EF Education First       | +40"      |
| 5   | Peter Sagan         | Bora-Hansgrohe           | +42"      |
| 6   | Florian Sénéchal    | Deceuninck–Quick-Step    | +47"      |
| 7   | Mike Teunissen      | Team Jumbo–Visma         | +47"      |
| 8   | Zdeněk Štybar       | Deceuninck–Quick-Step    | +47"      |
| 9   | Evaldas Šiškevičius | Delko-Marseille Provence | +47"      |
| 10  | Sebastian Langeveld | EF Education First       | +47"      |